# Дестини Чукуниере
Дестини Чукуниере (на английски: Destiny Chukunyere) е малтийска певица с нигерийски корени, която завоюва победа за Малта на детската „Евровизия 2015“ в София, България.

## Биография
Дъщеря е на известния нигерийски футболист Ндубиси Чукуниере, който играе в малтийския национален отбор. Дестини започва да пее на 9-годишна възраст при вокалния педагог Мария Адбила, занимава се и с актьорско майсторство . Има награди от много престижни конкурси у дома и в чужбина, сред които се нарежда първото място на Sanremo Junior Malta, което ѝ дава право да представя Малта на детската версия на популярния италиански конкурс, където успява да спечели и международна му фаза .
На 12 юли 2015 г. се провежда националната селекция на Малта за Детската Евровизия „Malta Junior Eurovision Song Contest“, където участниците трябва да изпълнят кавър на любимите си песни. Дестини побеждава в конкуренция с 20 млади изпълнители с пеента на Арета Франклин „Think“. Песента, с която представя страната си на конкурса в София се казва „Not My Soul“ и събира 185 точки, така печелейки първо място.